# 宮古島ゲストハウスタテッチャー
宮古島ゲストハウスタテッチャー（みやこじまゲストハウスタテッチャー）は沖縄県宮古島市のゲストハウス。宮古島ユースホステルから2017年9月に名称変更した。
日本ユースホステル協会に加盟していたが現在は脱退している。

## アクセス
- 宮古空港から徒歩45分 または平良港から徒歩30分